# Театры Саратова
Теа́тры Сара́това — культурно-просветительские учреждения города, которые служат приобщению саратовцев к произведениям мировой и российской драматургии.
Саратов — старый театральный город. Первый крепостной театр, принадлежавший купцу Гладкову, появился в Саратове ещё в 1803 году. В 1810 году на Хлебной площади (ныне Театральная площадь) Саратова по указанию губернатора Алексея Давыдовича Панчулидзева было построено театральное здание. На сцене этого небольшого деревянного театра были показаны пьесы «Ябеда» В. Капниста, «Ревизор» Н. В. Гоголя. В начале 1842 года здесь впервые в провинции была поставлена опера А. Верстовского «Аскольдова могила».

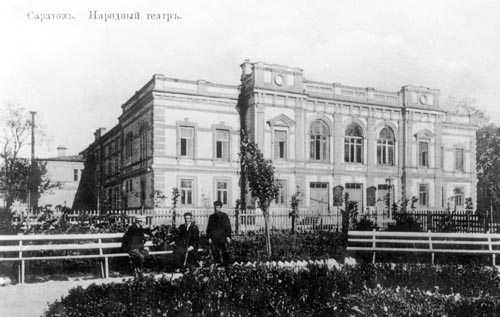
Саратовский народный театр

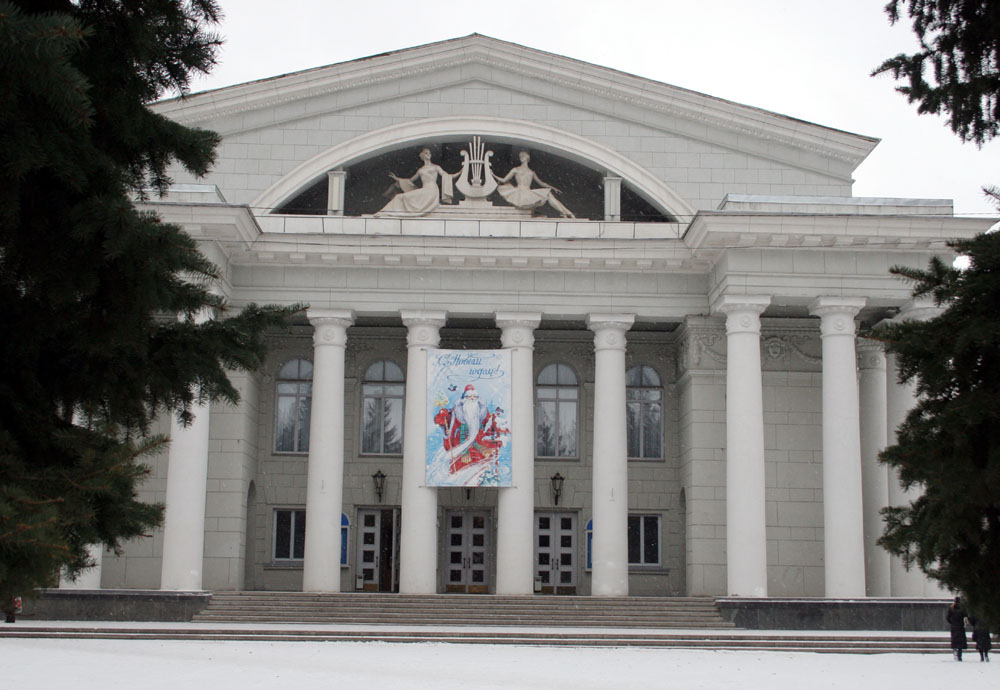
Саратовский академический театр оперы и балета

В 1859 году деревянное здание театра сгорело. На том же месте новое театральное здание было возведено лишь в 1865 году. Это был большой трёхъярусный каменный театр на 1200 мест, получивший название Городской театр.
Однако театральная жизнь не прерывалась, ибо ещё 26 декабря 1859 года труппа театра перебралась в помещение летнего театра, находившегося тогда за городской чертой (ныне на этом месте расположен Саратовский академический театр драмы имени И. А. Слонова). С постройкой каменного здания городского театра спектакли стали идти сразу в двух местах: в летнем театре, носившем название Народного театра, ставила спектакли драматическая труппа, а в Городском театре шли драматические спектакли, ставились оперы, на этой же сцене выступала Саратовская оперетта.
Таким образом, история Саратовского театра драмы и Саратовского театра оперы и балета начинается с общей для двух театров даты: 1803 года. Сезон 2012/2013 годов оба театра по праву считают своим 210-м театральным сезоном.
На сцене обоих Саратовских театров в конце XIX — начале XX века играли или гастролировали: Н. Х. Рыбаков, Н. К. Милославский, А. О. Бантышев, А. Ф. Гусева. В течение трёх сезонов (1897—1900) на Саратовской сцене блистали Василий Иванович Качалов, «сибирский соловей» Пётр Иванович Словцов.
В 1918 году в Саратове работал Солдатский Театр Революции.

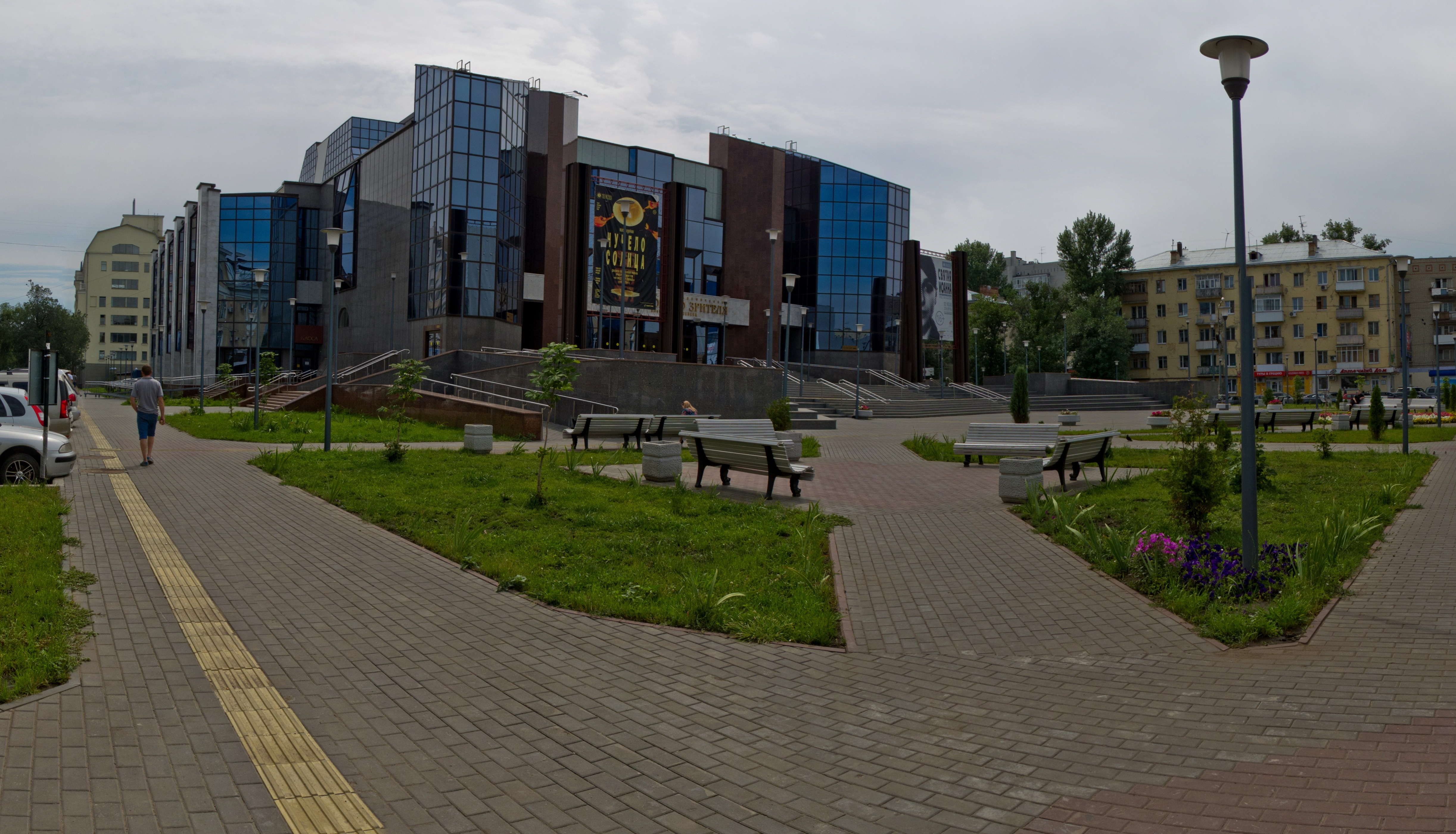
Новое здание Саратовского ТЮЗа

По состоянию на 2017 год в городе действуют десять театров:
- Саратовский академический театр оперы и балета,
- Саратовский академический театр драмы имени И. А. Слонова,
- Саратовский академический театр юного зрителя имени Ю. П. Киселёва,
- Саратовский областной театр оперетты (театр находится в Энгельсе, но считается саратовским и часто даёт представления на сценах саратовских театров и домов культуры),
- Саратовский театр кукол «Теремок»,
- Саратовский театр русской комедии,
- Саратовский муниципальный новый драматический театр «Версия»,
- Саратовский театр «Балаганчик»,
- Театр магии и фокусов «Самокат»[3].
- Театральная мастерская «Грани»

В конце 2011 года в Саратове открылось новое здание ТЮЗа, которое возводилось 25 лет.
В 2020 году начался капитальный ремонт здания театра оперы и балета. Труппа театра оперы и балета на время ремонта переехала в Дом культуры «Тантал». В ноябре 2020 года был произведен демонтаж пристройки с колоннадой.
Во время Великой Отечественной войны в Саратов был эвакуирован ГИТИС, Московский Художественный театр (ему отвели место в не работавшем тогда ТЮЗе).

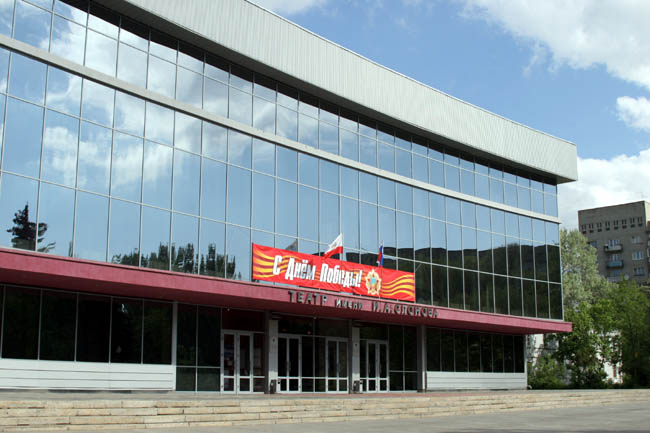
Саратовский академический театр драмы

Значительный вклад в историю Саратовского театра драмы внесли в разное время руководившие театром И. А. Слонов, И. А. Ростовцев, А. Л. Грипич, Н. А. Бондарев, А. И. Дзекун. На сцене театра играли народные артисты СССР Б. Ф. Андреев, В. А. Ермакова, О. И. Янковский; народные артисты РСФСР В. Я. Дворжецкий, С. И. Бржеский, П. А. Карганов, Ю. И. Каюров, А. А. Колобаев, С. М. Муратов, Г. И. Сальников, Л. В. Шутова; заслуженные артисты РСФСР Н. У. Алисова, А. Г. Василевский, В. К. Соболева.
В 1963 году Лев Григорьевич Горелик создал при Саратовской филармонии Театр миниатюр «Микро».
Сергей Щукин создал в 1987 году Саратовский театр магии и фокусов «Самокат» — первый в СССР и Российской Федерации профессиональный театр магии и фокусов. Театр ежегодно показывает около 200 иллюзионных представлений, подготавливает две премьеры.

## Саратовский областной театр оперетты
Оперетта появилась в Саратове ещё в середине XIX века — тогда в городе начали бывать заезжие опереточные труппы. С образованием в 1928 году Нижне-Волжского края в Саратове и районных центрах стала бывать с гастролями труппа Сталинградского театра оперетты. Наконец во второй половине 1960-х годов обстоятельства сложились так, что просто должен был открыться театр оперетты и в Саратове. В ДК «Россия» был создан народный театр оперетты, и в то же время один из городов СССР не был готов к приёму нового запланированного Министерством культуры СССР музыкального театра. Саратовский облисполком вошёл в министерство культуры с инициативой передать этот театр с госбюджетом и штатами в Саратов. Из-за того, что в Саратове уже имелся театр оперы и балета в репертуаре, которого были оперетты было принято решение разместить театр в Энгельсе в здании дома культуры в котором ранее располагались русский и немецкий гостеатры. Первое представление в театре состоялось 7 октября 1968 года, это был спектакль-концерт «Будем знакомы, дорогие земляки!».